# Musée İşbank (Ankara)
 (avril 2024).
La mise en forme du texte ne suit pas les recommandations de Wikipédia : il faut le « wikifier ».
Les points d'amélioration suivants sont les cas les plus fréquents :
- Les titres sont pré-formatés par le logiciel. Ils ne sont ni en capitales, ni en gras.
- Le texte ne doit pas être écrit en capitales (les noms de famille non plus), ni en gras, ni en italique, ni en « petit »…
- Le gras n'est utilisé que pour surligner le titre de l'article dans l'introduction, une seule fois.
- L'italique est rarement utilisé : mots en langue étrangère, titres d'œuvres, noms de bateaux, etc.
- Les citations ne sont pas en italique mais en corps de texte normal. Elles sont entourées par des guillemets français : « et ».
- Les listes à puces sont à éviter, des paragraphes rédigés étant largement préférés. Les tableaux sont à réserver à la présentation de données structurées (résultats, etc.).
- Les appels de note de bas de page (petits chiffres en exposant, introduits par l'outil «  Source ») sont à placer entre la fin de phrase et le point final[comme ça].
- Les liens internes (vers d'autres articles de Wikipédia) sont à choisir avec parcimonie. Créez des liens vers des articles approfondissant le sujet. Les termes génériques sans rapport avec le sujet sont à éviter, ainsi que les répétitions de liens vers un même terme.
- Les liens externes sont à placer uniquement dans une section « Liens externes », à la fin de l'article. Ces liens sont à choisir avec parcimonie suivant les règles définies. Si un lien sert de source à l'article, son insertion dans le texte est à faire par les notes de bas de page.
- La présentation des références doit suivre les conventions bibliographiques. Il est recommandé d'utiliser les modèles {{Ouvrage}}, {{Chapitre}}, {{Article}}, {{Lien web}} et/ou {{Bibliographie}}. Le mode d'édition visuel peut mettre en forme automatiquement les références.
- Insérer une infobox (cadre d'informations à droite) n'est pas obligatoire pour parachever la mise en page.

Pour une aide détaillée, merci de consulter Aide:Wikification.
Si vous pensez que ces points ont été résolus, vous pouvez retirer ce bandeau et améliorer la mise en forme d'un autre article.
 (mai 2024).
Le musée İşbank, officiellement appelé Musée de l’Indépendance Économique (Türkiye İş Bankası İktisadi Bağımsızlık Müzesi), est situé à Ankara, en Turquie. Ce musée occupe le bâtiment qui a servi de siège général de Türkiye İş Bankası de 1929 à 1975.
Fondée sous la bannière de la République turque, Türkiye İş Bankası est la première banque nationale de la nouvelle république. Le musée retrace la transition économique et financière de la Turquie après la chute de l’Empire ottoman.
Parmi les collections exposées, on trouve des instruments bancaires, des documents historiques et divers objets liés à l’histoire bancaire et économique de l’époque. Le musée retrace le rôle de Türkiye İş Bankası dans le développement économique du pays.
Le bâtiment du musée se situe sur la place Ulus, face au Monument de la Victoire, reconnaissable grâce à la statue équestre monumentale de Mustafa Kemal Atatürk.
Ce musée est le deuxième établissement dédié à Türkiye İş Bankası, le premier étant situé à Istanbul.

## Bâtiment
Construit en 1929, c'est le troisième bâtiment à avoir servi de siège d'Işbank. Conçu par l'architecte Italien Guilio Mongeri, il s'étend sur quatre étages et un sous-sol qui abrite les anciennes salles de caisse ouverte aux visiteurs. Il est structuré par un plan triangulaire isocèle. Les colonnes muqarnas à l'entrée du bâtiment, les arcs brisés ottomans et les décorations florales soulignent le mouvement architectural national. Il exalte un style néo-ottoman inspiré par un brin de Renaissance, tandis que le nom de la banque sur la façade, au-dessus de l'entrée, se rapproche de l'art nouveau.

## Intérieur
Les vitraux au-dessus du hall principal de forme ovale confèrent au hall et à l'étage supérieur une source de lumière extérieure. Sur le vitrail, la figure centrale est celle d'Hermès. Le vitrail porte la signature de "Corvaya e Bazzi", la société commune des artistes italiens Salvatore Corvaya et Carlo Bazzi.

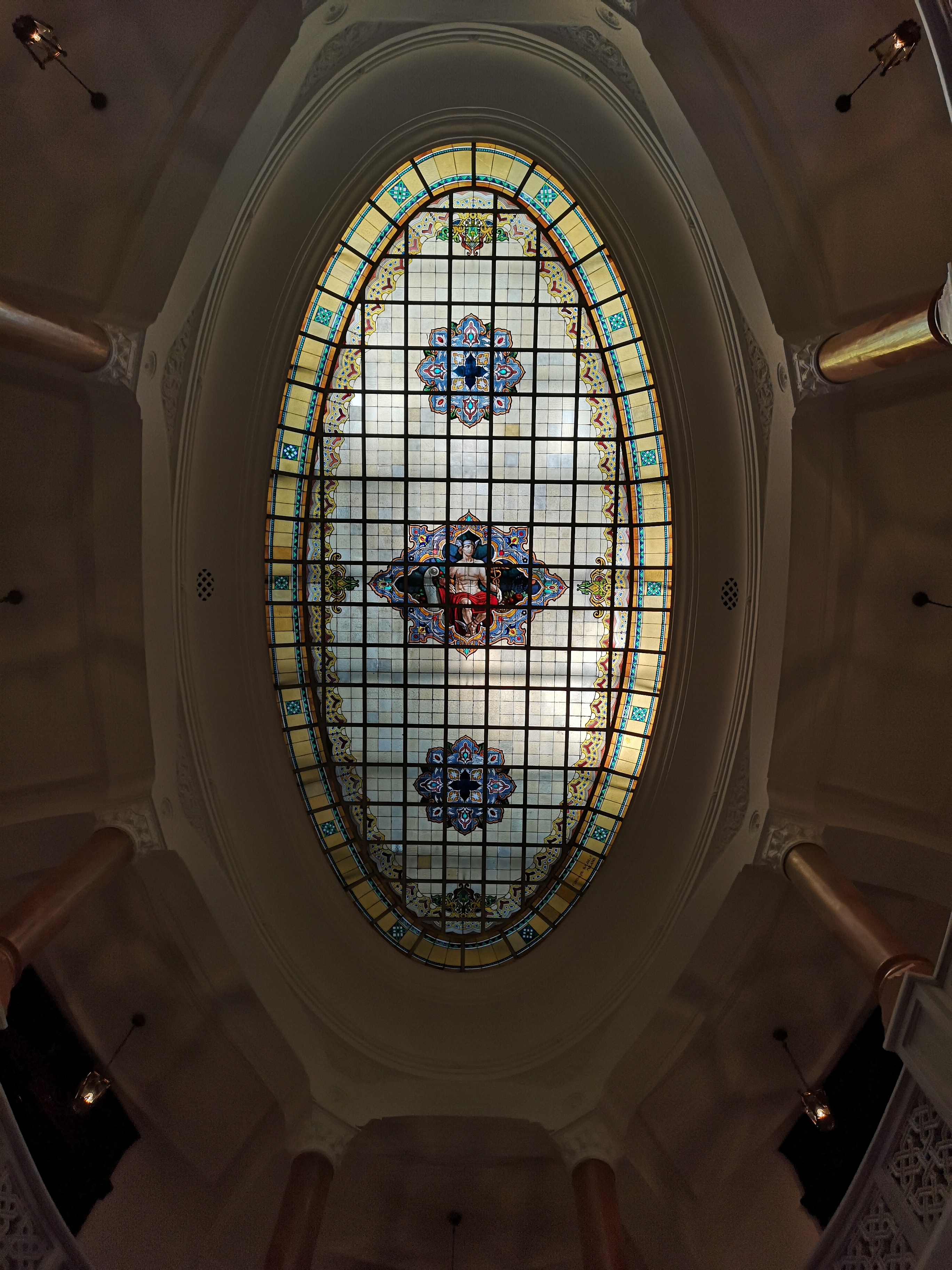
Les vitraux au-dessus du hall du musée İş Bankası.

Les salles de réunion sont situées au premier étage. L'une des salles de réunion[Laquelle ?] est celle où Atatürk fut accueilli le 22 octobre 1929 lors de l'inauguration de l'édifice. L’ascenseur qu’il a emprunté est aussi conservé dans son état d'origine. Il est toujours opérationnel, mais interdit aux visiteurs. Malgré le statut de musée, l’une des salles de réunion continue d'être utilisée par les cadres de la banque une fois par an.

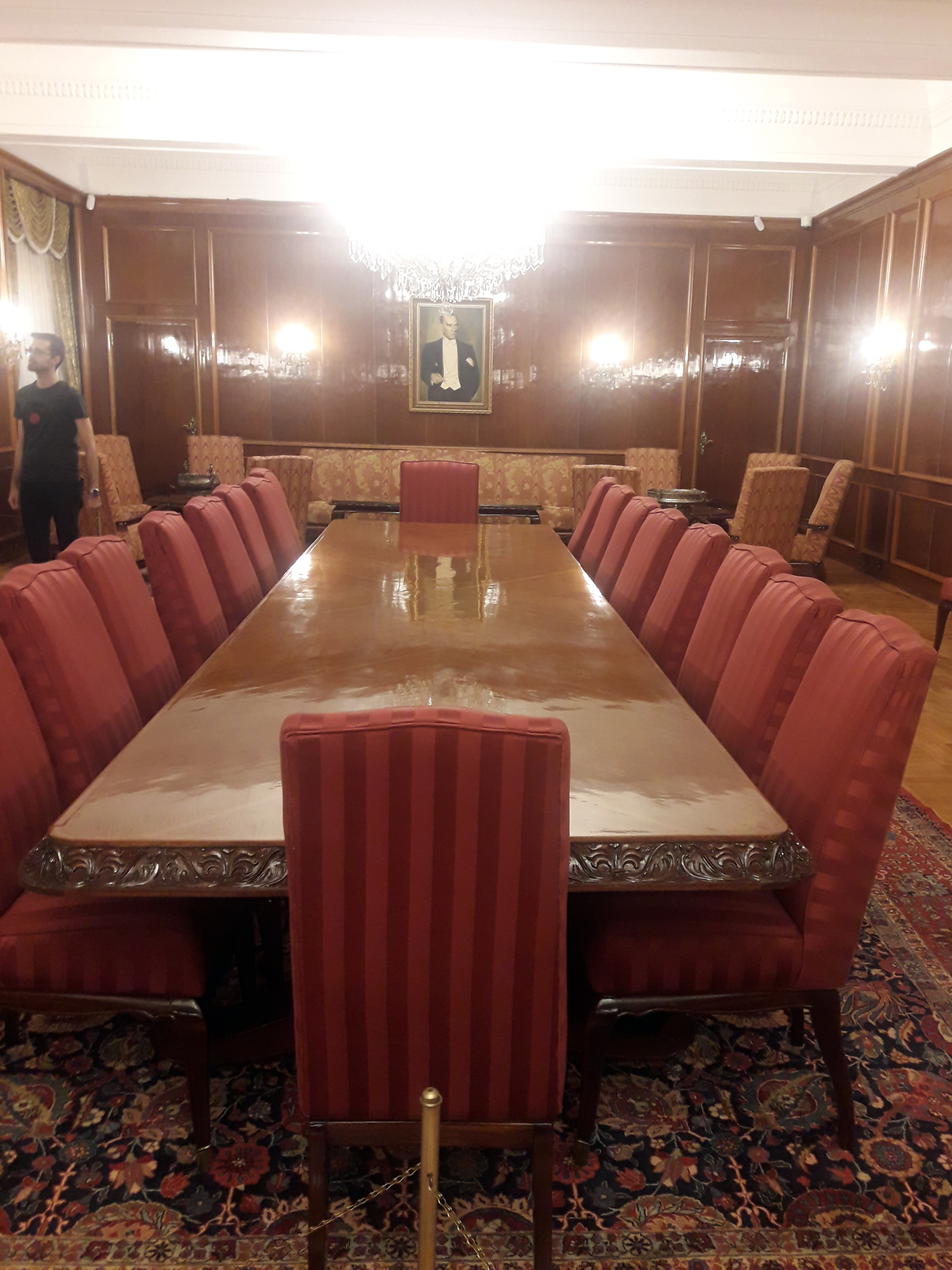

Le premier étage abrite des maquettes et photographies des autres bâtiments du siège social de la banque, anciens et récents. Au deuxième étage les publicités bancaires et les activités bancaires des dernières années sont présentées. Le troisième étage sert de galerie d'art. Le quatrième étage abrite l’exposition permanente consacrée à la guerre d'indépendance turque. Le cinquième étage est utilisé pour d'autres activités.